# Autoritratto (Andrea del Sarto)
L'Autoritratto  è un affresco staccato a massello (51,5x37,54 cm) di Andrea del Sarto, databile al 1528-1529 e conservato nel Corridoio vasariano di Firenze.

## Storia
Vasari ricordò in entrambe le edizioni delle Vite (1550 e 1568) come l'autoritratto di Andrea del Sarto, da cui prese spunto per eseguire l'incisione che accompagnava l'edizione giuntina della sua opera, era stato realizzato nel 1528-1529, quando l'artista si trovava a Vallombrosa, utilizzando materiale d'avanzo  rispetto a un altro lavoro.
L'opera, a metà del secolo, si trovava già presso Lucrezia Bonafede, dove la vide Vasari, mentre nel 1609 è documentata nella Guardaroba medicea e l'anno dopo era esposta in Tribuna. In seguito, almeno dal 1635, restò costantemente in Galleria.

## Descrizione e stile
La fisionomia del pittore è confermata da altri autoritratti, come quello giovanile nel Viaggio dei Magi nel Chiostrino dei Voti, o quello come ultimo apostolo barbuto sulla sinistra nell'Assunta Panciatichi.
L'artista si ritrasse su sfondo neutro, col busto di profilo, girato verso destra, e la testa ruotata verso lo spettatore, ma con lo sguardo che diverge verso sinistra. Indossa un cappello portato inclinato e una pesante casacca da viaggio sull'abito scuro e la camicia bianca che sporge dal colletto. Rapido ed essenziale, con tocchi di pennello ben visibili, l'autoritratto spicca per freschezza e immediatezza, non a caso divenuto, soprattutto grazie alla popolarità legata all'incisione vasariana, l'effigie più nota del pittore.

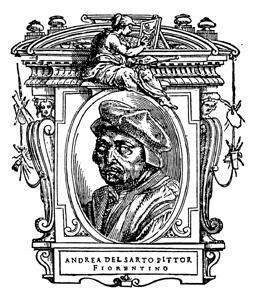
Incisione di Vasari per la seconda edizione delle Vite